# Ealing
Ealing

Vist i Greater London
| Status                | Bydel i London |
| Areal:                | 55,53 km²      |
| Befolkning:           | 308.419 (2002) |
| Befolkningstæthed:    | 5554 pr. km²   |
| ONS-kode:             | 00AJ           |
| Adm. center:          | Ealing         |
| Adm. grevskab:        | Greater London |
| Ceremonielt grevskab: | Greater London |
|                       |                |
| Region:               | Greater London |
|                       |                |

Ealing (officielt: The London Borough of Ealing) er en bydel i London, vest for centrum. Den blev oprettet i 1965 ved at Ealing, Southall og Acton, som da lå i Middlesex, blev slået sammen.

## Steder i Ealing
- Acton
- Dormer's Wells
- Ealing
- East Acton
- Greenford
- Hanwell
- Little Ealing
- North Acton
- Northolt
- Norwood Green
- Perivale
- South Acton
- Southall

## Eksterne links
- Wikimedia Commons har flere filer relateret til Ealing

51°30′47″N 0°18′32″V / 51.5131°N 0.3089°V